# 商業用マイナス記号
⁒とは、商業用マイナス記号であり、数学記号である。

## 使用例
- 例：100€⁒20%=80€

100€「控除」20％は80€に相当する。

## 起源
すべての金額が入力された後、2回チェックされ、金額が正しければ、後ろに小さな横棒を置いてマークを付ける。バーは金額が正しいことを意味する。
通常のマイナス記号は混乱する可能性があり、金額がチェックされていないときにチェックされたと誰かに思わせるため、別のマイナス記号が使用された。
Unicodeでは、Unicode 3.2で「Commercial Minus Sign」の名称で追加された。

## 符号位置
| 記号 | Unicode | JIS X 0213 | 文字参照         | 名称                  |
| ---- | ------- | ---------- | ---------------- | --------------------- |
| ⁒    | U+2052  |            | &#x2052; &#8274; | COMMERCIAL MINUS SIGN |